# 布恩塔尔
布恩塔尔，是印度喜马偕尔邦庫魯县的一个城镇。2011年总人口為4,475人。庫魯—馬納利機場位於此城。根據2005年的人口普查，布恩塔尔总人口5260人，男性佔55%，女性佔45%。此地識字率達80%，比全國的59.5%高，男性及女性的識字率分別爲84%與76%。這地區有11%人口為6歲或以下的小童。